# MMP8
MMP8‏ (Matrix metallopeptidase 8) هوَ بروتين يُشَفر بواسطة جين MMP8 في الإنسان.